# Fáziskép
A fáziskép egy a filmkészítésben használatos szakkifejezés.
Jelentése pillanatfelvétel, köznapi neve „filmkocka”. A mozgókép fázisképek sorozatából áll. Egy átlagos filmben másodpercenként 24-25 filmkockát látunk, de korábban ez a szám lehetett 16 vagy annál kevesebb is. A szem tehetetlensége miatt ezeket az állóképeket már nem tudja agyunk külön-külön feldolgozni, így összemosódnak és mozgóképet észlelünk.
Lásd még:
- Plán
- Snitt